# Maxey-sur-Vaise
Maxey-sur-Vaise ist eine französische Gemeinde mit 281 Einwohnern (Stand 1. Januar 2022) im Département Meuse in der Region Grand Est. Sie gehört zum Arrondissement Commercy, zum Kanton Vaucouleurs und zum Gemeindeverband Commercy-Void-Vaucouleurs.

## Geografie
Die Gemeinde Maxey-sur-Vaise liegt an der Maas, 25 Kilometer südwestlich von Toul. Umgeben wird Maxey-sur-Vaise von den Nachbargemeinden Épiez-sur-Meuse im Nordwesten, Burey-en-Vaux und Sepvigny im Norden, Champougny im Nordosten, Taillancourt im Osten und Süden sowie Amanty im Westen.

## Bevölkerungsentwicklung
| Jahr                       | 1962 | 1968 | 1975 | 1982 | 1990 | 1999 | 2006 | 2012 | 2019 |
| Einwohner                  | 372  | 373  | 355  | 330  | 293  | 328  | 310  | 314  | 288  |
| Quellen: Cassini und INSEE |      |      |      |      |      |      |      |      |      |

## Sehenswürdigkeiten
- Kirche Saint-Pierre-Saint-Paul, erbaut im 18. Jahrhundert, 1790 zerstört, im 19. Jahrhundert rekonstruiert
- Kapelle Notre-Dame-de-Grâce, erbaut im 18. Jahrhundert
- Ehrenmal für die Gefallenen des Ersten Weltkriegs

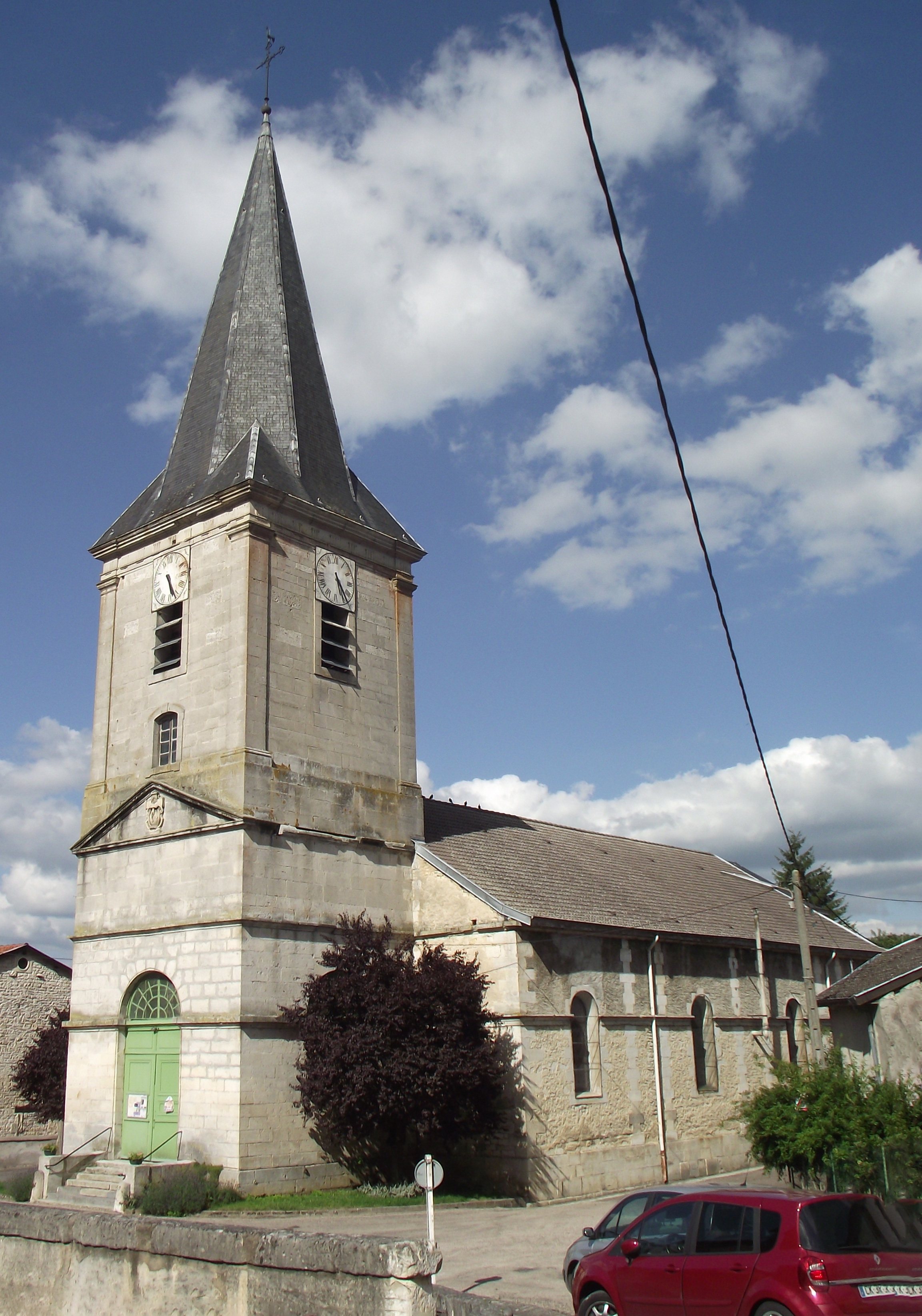
Kirche Saint-Pierre-Saint-Paul
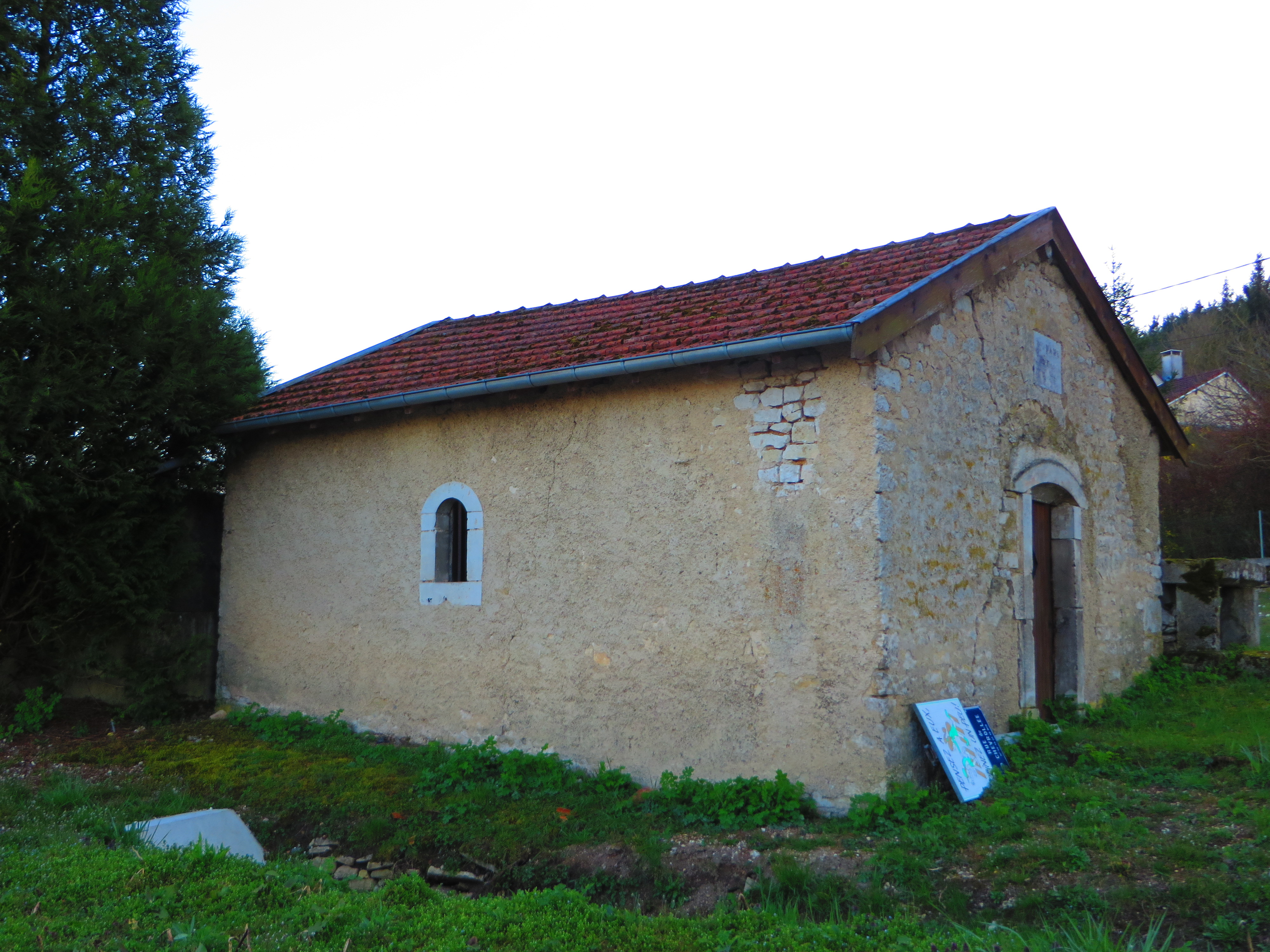
Kapelle Notre-Dame-de-Grâce
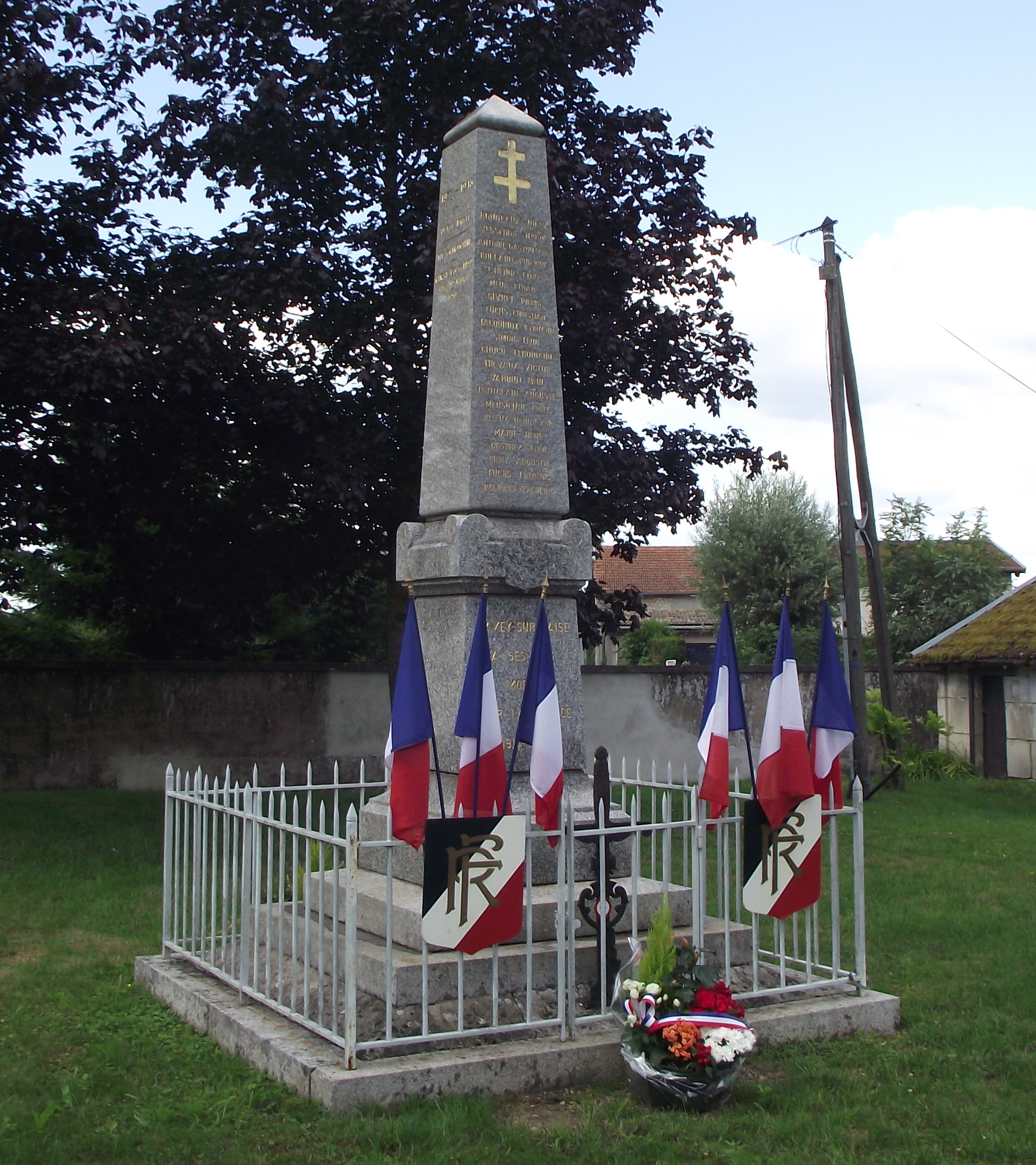
Gefallenendenkmal